# Stephen Fitzpatrick
Stephen Fitzpatrick es un empresario británico, fundador & CEO de OVO Energy, empresa de suministro de energía con sede en Bristol, Inglaterra, fundada en 2009 y con servicios en España desde agosto de 2019; y expropietario del Manor Racing (MRT), un equipo de carreras de Fórmula 1 que estuvo en activo hasta la temporada de 2017. Actualmente, es también presidente de Vertical Aerospace, un fabricante aeroespacial británico que diseña y construye aviones eléctricos de despegue y aterrizaje vertical (VTOL).

## Educación y vida personal
Stephen Fitzpatrick nació en Belfast, Irlanda del Norte. Estudió en el Colegio de Nuestra Señora y San Patricio (Our Lady and St Patrick's College), y en la Universidad de Edimburgo, donde obtuvo su maestría en finanzas y negocios. Actualmente vive en Cotswolds, Inglaterra, con su esposa Sophy y sus tres hijos.

## Carrera profesional

### Primeros años
Tras haberse graduado en 2001, Fitzpatrick fundó The Rental Guide, un negocio de publicidad inmobiliaria dedicado a la promoción online de propiedades en Escocia, lo que le llevaría a ser nominado por Livewire como Joven Emprendedor del Año. Sin embargo, cerró este negocio debido a su preocupación en cuanto a su capacidad de seguir creciendo, dado el limitado número de agentes inmobiliarios de los que disponía, mudándose posteriormente a Londres, donde comenzaría a trabajar en el sector financiero como vicepresidente de Societe Generale y JP Morgan hasta 2006 y 2008 respectivamente.

### OVO Energy UK
Fitzpatrick fundó OVO Energy en Reino Unido en 2009, tras ahorrar alrededor de 420.000€ durante cinco años, durante los cuales obtendría la licencia de Ofgem, que es el regulador gubernamental de energía del Reino Unido. Durante esos cinco años, aprovecharía para estudiar la industria del mercado energético, en la que hasta entonces era inexperto. La experiencia en finanzas complejas que adquirió en ese tiempo la utilizaría como justificación para la supervivencia de la empresa.
Ya en 2014, Fitzpatrick consiguió ganar otro premio de Emprendedor del Año, esta vez en los National Business Awards. A partir de julio de 2016, la compañía había atendido a unos 685.000 clientes y dado empleo a más de 1.000 personas en Bristol y Londres. En 2018, OVO Energy adquirió exitosamente a uno de sus competidores, Spark Energy.

#### Conflicto con los proveedores de energía Seis Grandes
A finales de 2013, Fitzpatrick testificó ante el Comité Selecto de Energía y Cambio Climático del Parlamento de Reino Unido, sobre el aumento de los precios de la energía, algo generalizado en todo el sector. Este, comentó que no podía explicar por qué los proveedores de energía de los Seis Grandes -Big Six-, que son los seis mayores proveedores de gas y electricidad en el Reino Unido, habían aumentado sus precios, cuando los de la propia OVO Energy no lo habían hecho dado que el costo mayorista de energía para los proveedores se había mantenido sin cambios.
Parece ser que el testimonio de Fitzpatrick fue uno de los impulsores de la investigación que Ofgem lanzaría en 2014 sobre los Seis Grandes dominantes del mercado, aludiendo que estos limitaban negativamente a la competencia.

#### Expansión Internacional
10 años después de su fundación, la compañía alcanza los 5 millones de clientes e inicia su internacionalización tras la adquisición de la cartera del histórico proveedor británico SSE (uno de los Seis Grandes). Dicha expansión internacional, llevando siempre de la mano esa propuesta de energía 100% verde y a bajo precio, comienza con el establecimiento de una sede en Francia en julio de 2019, y otra en Barcelona, España, tan solo un mes después, en agosto de 2019.

## Fórmula 1
Fitzpatrick, apasionado desde siempre por la Fórmula 1, se convirtió en propietario e inversor del equipo Manor Marussia, posteriormente llamado Manor Racing (MRT), asumiendo su control en 2015 después del colapso de su, hasta entonces, empresa matriz. Fitzpatrick contribuyó con unos 36 millones de euros en fondos personales, en asociación con el ex ejecutivo de Sainsbury’s, Justin King, aunque este último no invertiría directamente en el equipo. Sin embargo, en enero de 2017 el equipo se declaró en quiebra y acabó colapsando por falta de inversores que quisieran asociarse con Fitzpatrick para resurgirlo.